# スティーヴン・ソダーバーグ
スティーヴン・ソダーバーグ（Steven Soderbergh、本名: Steven Andrew Soderbergh、1963年1月14日 - ）は、アメリカ合衆国の映画監督・脚本家・プロデューサー。ジョージア州アトランタ出身。

## 経歴
1963年ジョージア州アトランタで生まれる。父方の祖父はストックホルムからのスウェーデン系移民。幼いころバージニア州シャーロッツビルに引っ越し、父ピーター・アンドリュー・ソダーバーグがルイジアナ大学の教育学部長になったことに伴い、ルイジアナ州バトンルージュに引っ越す。高校生の時から16mmで映画を作りはじめ、ルイジアナ州立大学付属実験学校では15歳で大学の映画クラスに出席していた、
卒業後は大学に進学せず、ハリウッドでフリーランスの編集者として働くが、しばらくしてルイジアナに戻り、映画制作と脚本執筆を続ける。
1986年、ロックバンド「イエス」のコンサートフィルム「9012ライブ」を撮影し、高い評価を得て翌年に短編映画監督"Winston"を制作。
1989年、26歳で初めて監督した長編映画『セックスと嘘とビデオテープ』でカンヌ国際映画祭パルム・ドールを受賞し、センセーショナルなデビューを飾る。
しかし、鮮烈なデビューとは裏腹にその後は深刻なスランプに陥り長らく商業的低迷が続くが、メジャー・スタジオの映画を監督した1998年の『アウト・オブ・サイト』でジョージ・クルーニーを主演に迎え、久しぶりの成功を収める。
2000年には『エリン・ブロコビッチ』と『トラフィック』でアカデミー監督賞にダブルノミネート(第11回アカデミー賞のマイケル・カーティス以来62年ぶり2人目)され、後者で受賞を果たした。
翌年の『オーシャンズ11』ではジョージ・クルーニー、マット・デイモン、ブラッド・ピット、ジュリア・ロバーツ、ドン・チードルなど豪華オールスターキャストを揃え、全世界で4億ドル以上の興行収入を記録。マット・デイモンはこの後7作で共にタッグを組む。

## エピソード
撮影監督や編集を務めることも多く、『トラフィック』や『オーシャンズ11』といった作品では監督と撮影を兼任した。ハリウッドでは組合の規定で、監督が撮影監督や編集としてクレジットすることは認められないため、撮影監督ピーター・アンドリューズ（父の名前）、編集マリー・アン・バーナード（母の名前）名義になっている。
子供の頃に見た映画『マタンゴ』に酷いショックを受け、30代くらいまではキノコを食べられなかった。
2008年12月、ベニチオ・デル・トロがチェ・ゲバラを演じた『チェ』のプロモーションで、デル・トロらと来日した。『KAFKA/迷宮の悪夢』のプロモーションで来日したのに続き、15年ぶりの来日となった。

## 監督作品
- セックスと嘘とビデオテープ Sex, Lies, and Videotape（1989年）
- KAFKA/迷宮の悪夢 Kafka（1991年）
- わが街 セントルイス King of the Hill（1993年）
- 蒼い記憶（英語版） The Underneath（1995年）
- スキゾポリス（英語版）Schizopolis（1996年）
- グレイズ・アナトミー Gray's Anatomy（1996年）
- アウト・オブ・サイト Out of Sight（1998年） ※全米映画批評家協会賞監督賞
- イギリスから来た男 The Limey（1999年）
- エリン・ブロコビッチ Erin Brockovich（2000年） ※全米映画批評家協会賞監督賞、ニューヨーク映画批評家協会賞監督賞など
- トラフィック Traffic（2000年） ※アカデミー賞監督賞、全米映画批評家協会賞監督賞、ニューヨーク映画批評家協会賞監督賞など
- オーシャンズ11 Ocean's Eleven（2001年）
- フル・フロンタル Full Frontal（2002年）
- ソラリス Solaris（2002年）
- オーシャンズ12 Ocean's Twelve（2004年）
- 愛の神、エロス Eros（2004年） ※ミケランジェロ・アントニオーニ、ウォン・カーウァイとのオムニバス
- Bubble/バブル Bubble（2005年）
- さらば、ベルリン The Good German（2006年）
- オーシャンズ13 Ocean's Thirteen（2007年）
- チェ 28歳の革命 The Argentine（2008年）
- チェ 39歳 別れの手紙 Guerrilla（2008年）
- ガールフレンド・エクスペリエンス The Girlfriend Experience（2009年）
- インフォーマント! The Informant（2009年）
- And Everything Is Going Fine（2010年）
- コンテイジョン Contagion（2011年）
- エージェント・マロリー Haywire（2012年）
- マジック・マイク Magic Mike（2012年）
- サイド・エフェクト Side Effects（2013年）
- 恋するリベラーチェ Behind the Candelabra（2013年）
- The Knick/ザ・ニック The Knick（2014年 - 2015年） テレビドラマ
- ローガン・ラッキー Logan Lucky（2017年）
- アンセイン 〜狂気の真実〜 Unsane（2018年）
- ハイ・フライング・バード -目指せバスケの頂点- High Flying Bird（2019年）
- ザ・ランドロマット -パナマ文書流出- The Laundromat（2019年）
- レット・ゼム・オール・トーク Let Them All Talk（2020年）
- クライム・ゲーム No Sudden Move（2021年）
- KIMI/サイバー・トラップ KIMI (2022年)
- マジック・マイク ラストダンス Magic Mike's Last Dance（2023年）
- フル・サークル Full Circle (2023年) ミニシリーズ
- プレゼンス 存在 Presence (2024年)
- ブラックバッグ Black Bag (2025年)

## プロデュース作品
- カラー・オブ・ハート Pleasantville（1998年）
- インソムニア Insomnia（2002年）
- ウェルカム・トゥ・コリンウッド Welcome to Collinwood（2002年）
- エデンより彼方に Far from Heaven（2002年）
- コンフェッション Confessions of a Dangerous Mind（2002年）
- クリミナル（脚本も担当） Criminal（2004年）
- ジャケット The Jacket（2005年）
- グッドナイト&グッドラック Good Night, and Good Luck.（2005年）
- シリアナ Syriana（2005年）
- スキャナー・ダークリー A Scanner Darkly（2006年）
- デス・ロード 染血 Wind Chill（2007年）
- ソリタリー・マン Solitary Man（2009年）
- シチズンフォー スノーデンの暴露 Citizenfour（2014年）
- オーシャンズ8 Ocean's Eight（2018年）
- ザ・レポート The Report（2019年）
- ナウ・アポカリプス 〜夢か現実か!? ユリシーズと世界の終わり Now Apocalypse（2019年）
- ビルとテッドの時空旅行 音楽で世界を救え! Bill & Ted Face the Music（2020年）